# Douaenrê
Duuaenrê est un vizir sous Mykérinos pendant la IVe dynastie.

## Biographie
Douaenrê est un des fils du roi Khéphren et de la reine Mérésânkh III et donc le petit-fils du pharaon Khéops.
Ses titres incluent ceux de « fils du roi de son corps » (sȝ nswt n Xt=f), « prince héréditaire » (jrj-pat), « comte » (Ḥȝtj-a), « vizir » (tȝjtj), « scribe du livre divin » (sš mḏȝt-nṯr), « bouche de Nekhen » (r nxn).

## Sépulture
Douaenrê a été enterré dans le mastaba G 5110 à Gizeh. Le mastaba contient un couloir et une salle. Dans le couloir, Douaenrê est représenté avec des assistants et des textes d'offrandes. La salle contient des scènes montrant Douaenrê et des assistants apportant des offrandes et des animaux. Un fils est représenté dans une scène montrant la présentation de bétail. Un sarcophage en granit rouge sans inscription a été découvert dans le puits du mastaba par Ernesto Schiaparelli, et se trouve maintenant au Musée de Turin.
Un fragment de calcaire trouvé dans les débris mentionne les noms de Ioufi et Perneb qui auraient été les surveillants de l'équipe d'ouvriers qui construisait le mastaba.

Sarcophage en granit rouge de Douaenrê
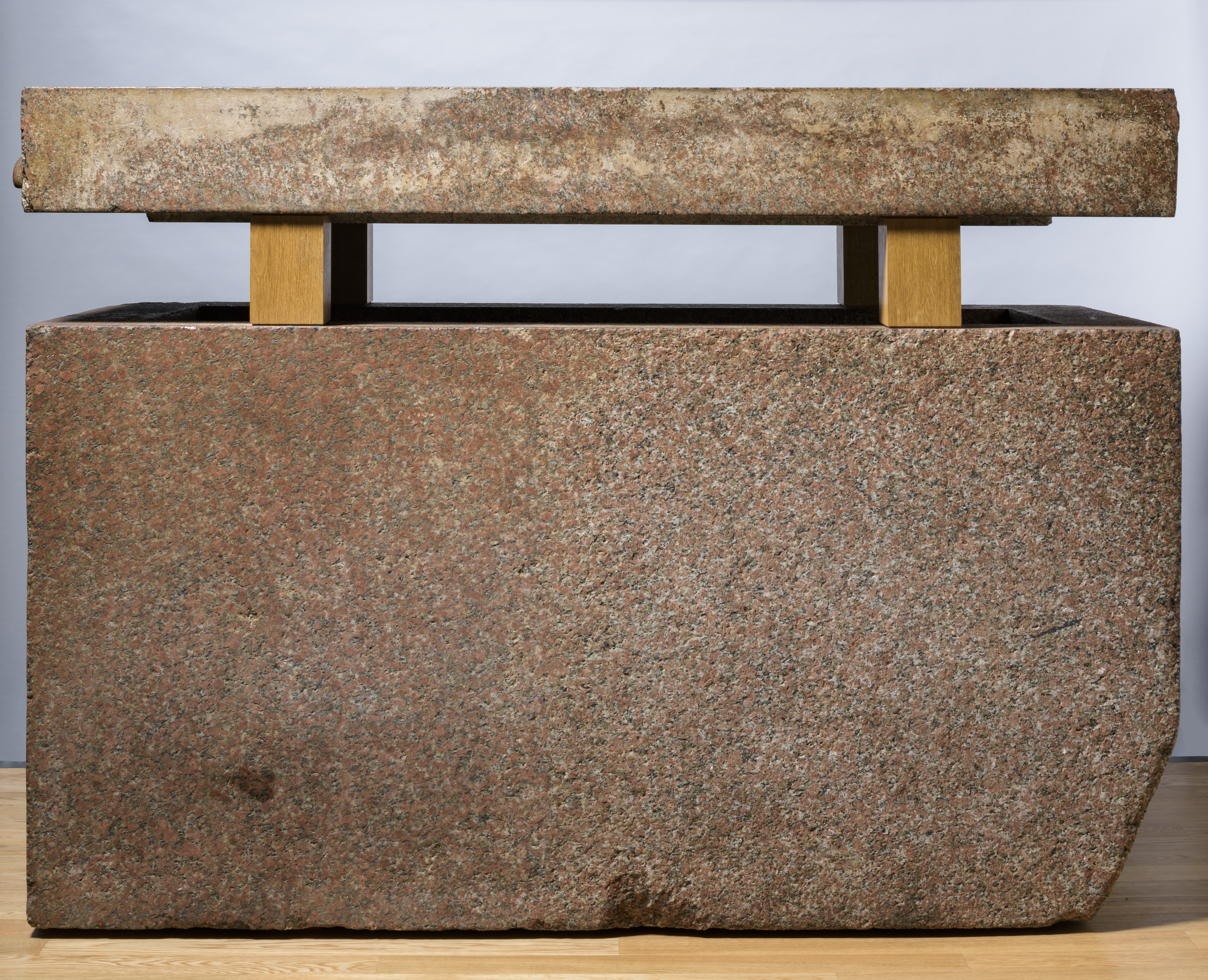
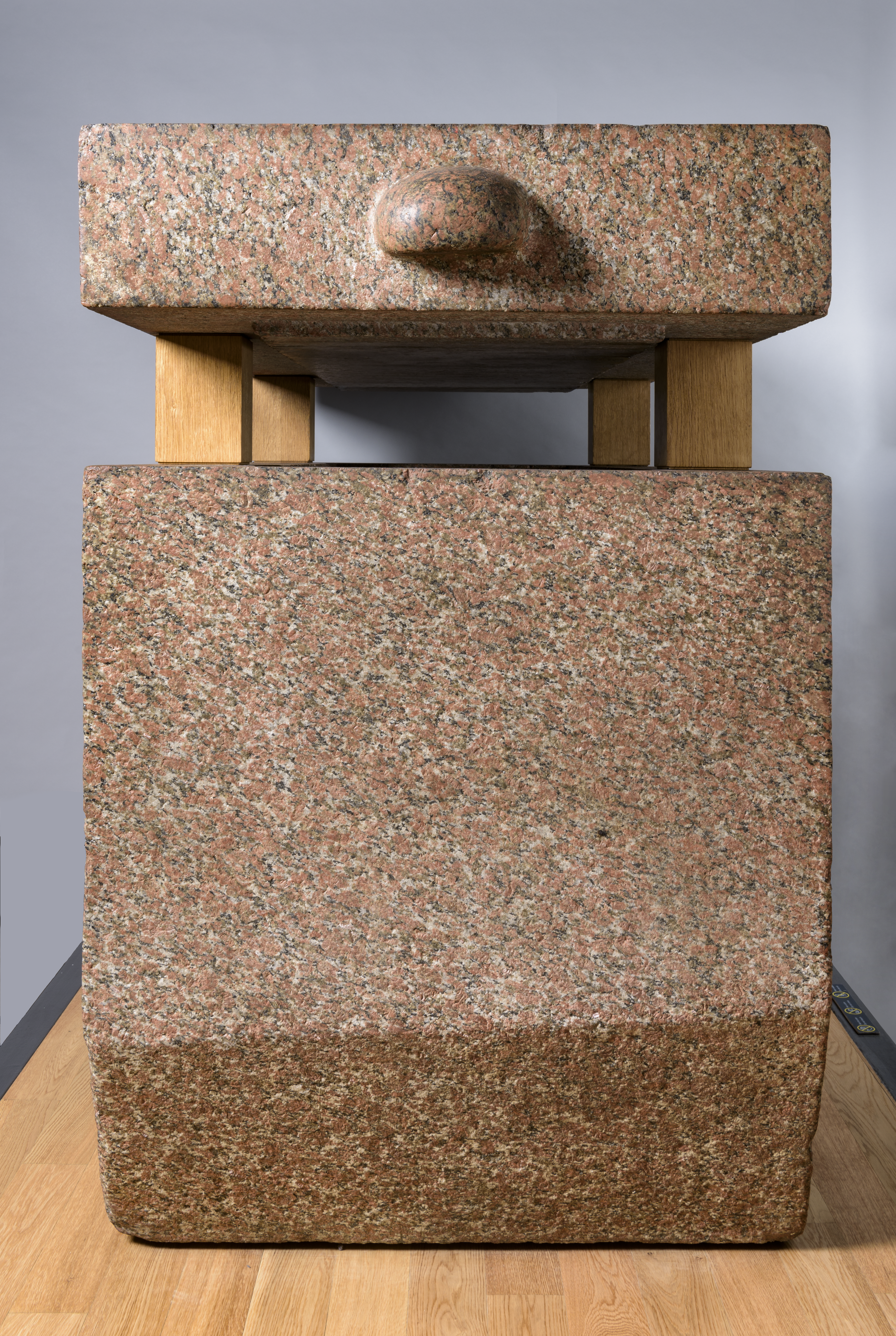

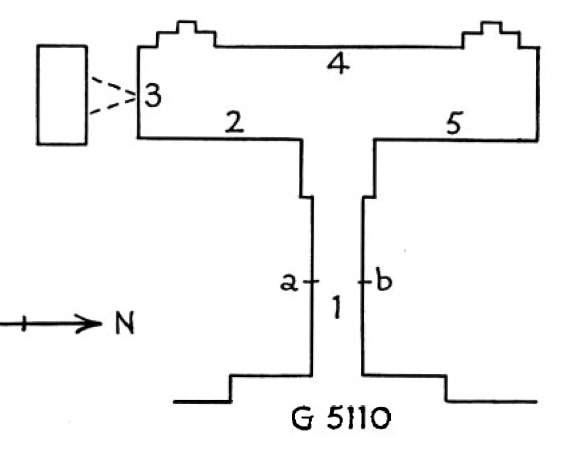
Plan du mastaba G 5110
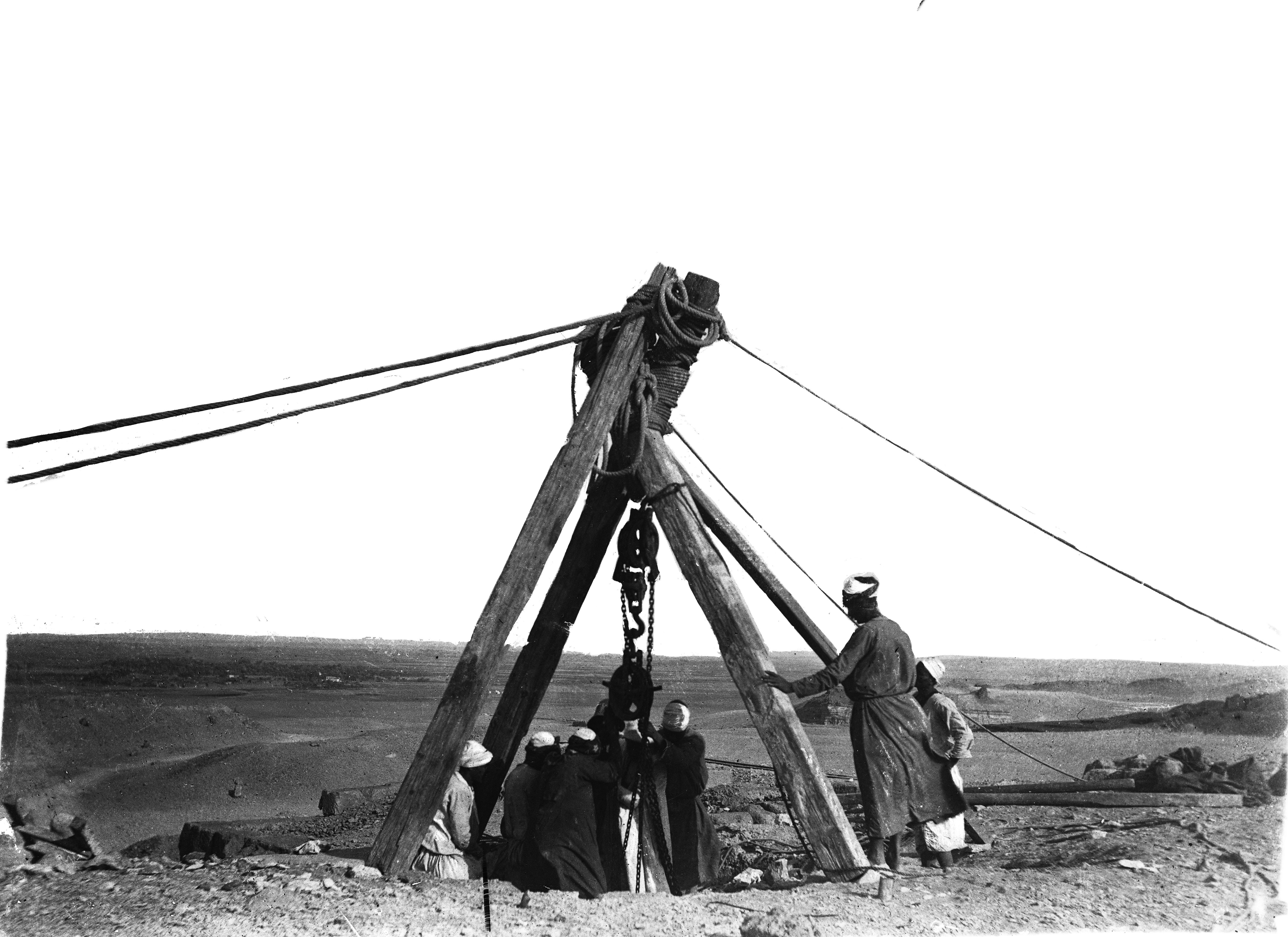
Retrait du sarcophage dans la nécropole occidentale de Gizeh, effectué par la Mission archéologique italienne (fouilles Schiaparelli, 1903).